# Karisoprodol

Strukturformel för karisoprodol.

Karisoprodol är ett muskelavslappnande medel med smärtstillande verkan, som är beroendeframkallande. Det finns ingen modern dokumentation för karisoprodol och det är sällan man påbörjar en ny behandling med detta nuförtiden. Däremot är det många som står på preparatet sedan länge och inte kan sluta.
Försäljningen av läkemedlen Somadril och Somadril Comp, som hade karisoprodol som aktiv substans, upphörde i Sverige 1 juni 2008, men kan fortsättningsvis skrivas ut av läkare med licens från Läkemedelsverket.
Karisoprodol är en prodrog för meprobamat. Karisoprodol är narkotikaklassad och ingår i förteckning IV i Sverige, men finns för närvarande inte upptagen i förteckningarna i internationella narkotikakonventioner, vilket däremot meprobamat är.